# August Horislav Škultéty
August Horislav Škultéty (Veľký Krtíš, 7 agosto 1819 – Kraskovo, 21 maggio 1892) è stato uno scrittore, insegnante e pastore protestante slovacco.

## Biografia

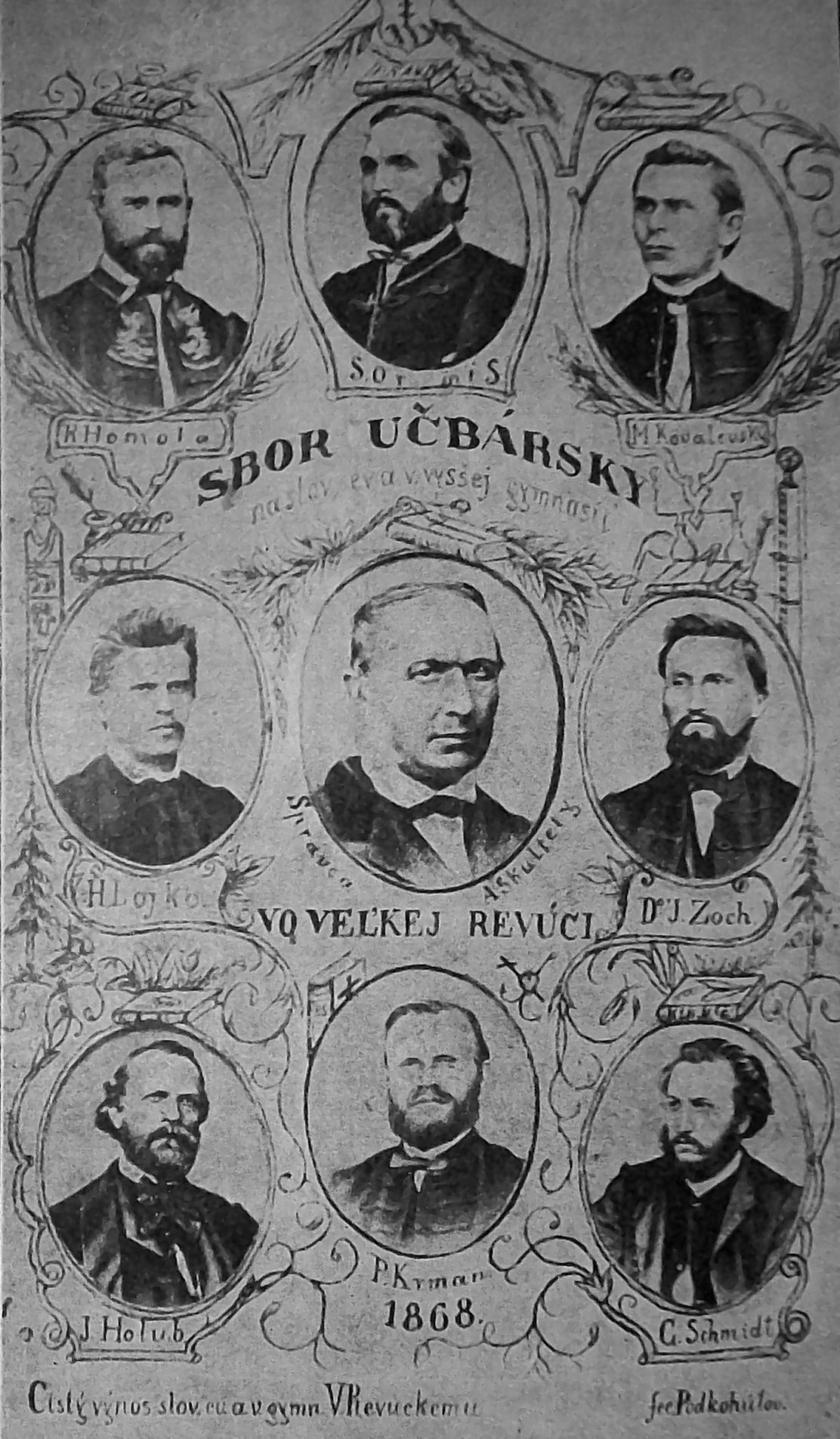
August H. Škultéty un corpo professorale del liceo slovacco di Revúca nel 1868

Studiò nei licei di Banská Štiavnica e di Kežmarok, quindi studiò teologia al liceo evangelico di Presburgo, l'odierna Bratislava. Fu uno dei principali membri del circolo Tatrín. Nella storica gita al castello di Devín del 24 aprile 1836 decise di aggiungere al nome di battesimo di August il nome slavo Horislav. Fu allievo di Ľudovít Štúr e durante la sua assenza dal 1839 al 1841 lo sostituì nell'incarico di assistente del professor Juraj Palkovič alla cattedra di lingua e letteratura.
Dal 1848 fu pastore protestante presso Pavol Jozeffy, alto dignitario evangelico, a Tisovec. Fu poi a Dlhá Ves e a Rožlova. Dal 1862 al 1874 fu professore e preside del liceo slovacco di Revúca, che fu chiuso per effetto della politica di magiarizzazione del Regno d'Ungheria. Nel 1875 visse per un anno presso il poeta e patriota Štefan Marko Daxner a Tisovec. Poi da quello stesso anno e fino al 1891 fu pastore protestante di Kraskovo.
August Horislav Škultéty è autore di 14 testi di lingua e letteratura slovacca, storia nazionale, austro-ungarica e universale e religione. Nel 1840 pubblicò la raccolta di poesie Basně ("Poesie"). Si dedicò allo sviluppo della letteratura per ragazzi, pubblicando racconti e poesie nei due volumi Zornička ("Stella diana") (1846-1847), che ebbero molte edizioni. Scrisse Beda a rata, un racconto contro l'alcolismo. Raccolse anche leggende popolari slovacche, dalle quali attinsero anche Ján Francisci-Rimavský e Pavol Dobšinský.
Alla sua memoria sono dedicate due biblioteche a Veľký Krtíš e a Tisovec.